# Beurre clarifié
 (février 2020).
Si vous disposez d'ouvrages ou d'articles de référence ou si vous connaissez des sites web de qualité traitant du thème abordé ici, merci de compléter l'article en donnant les références utiles à sa vérifiabilité et en les liant à la section « Notes et références ».
Pour les articles homonymes, voir Beurre (homonymie).

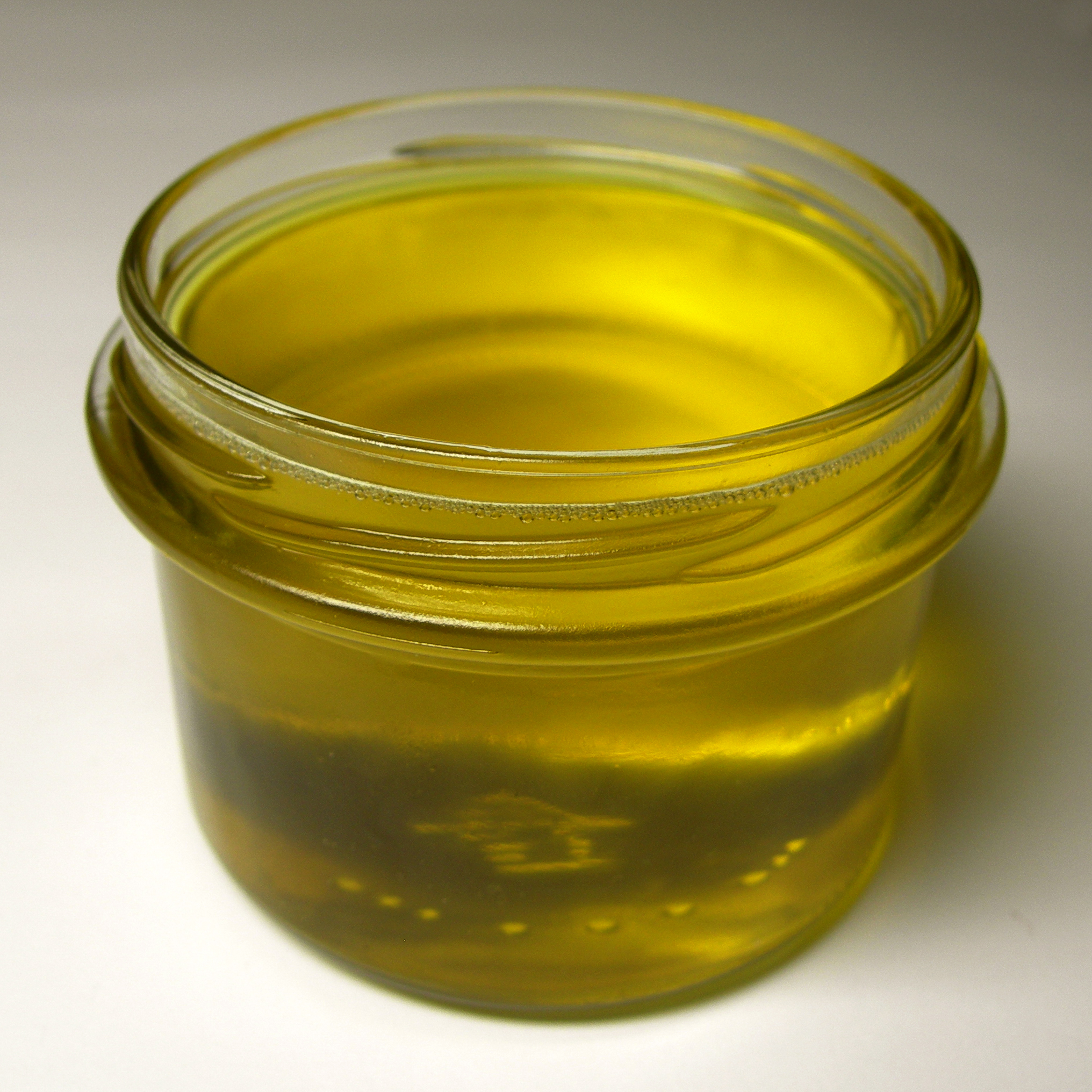
Beurre venant d'être clarifié.

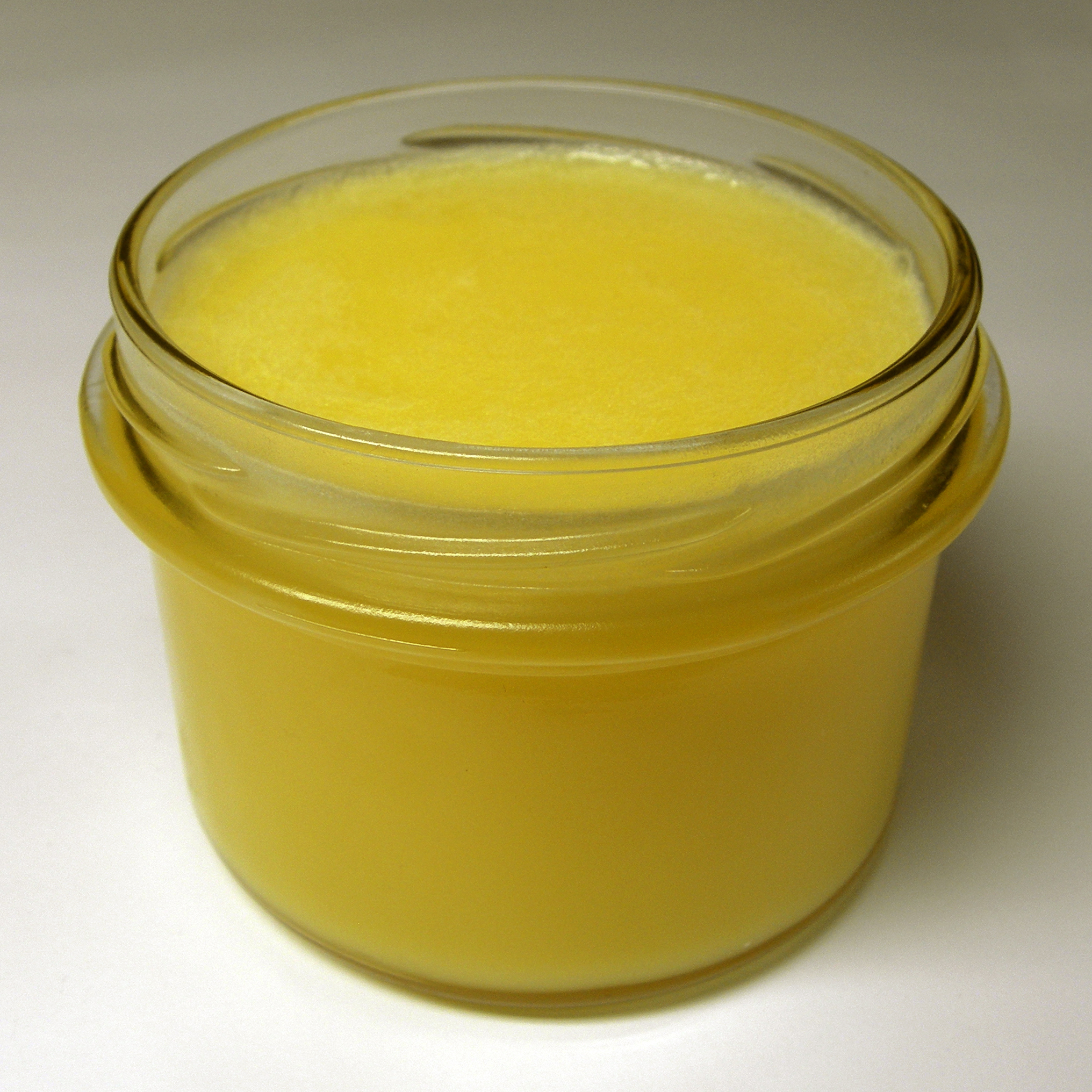
Beurre clarifié à température ambiante.

Le beurre clarifié, parfois appelé beurre purifié ou huile de beurre, est un beurre fondu puis décanté pour ôter la caséine et le lactosérum. 
Il est également au cours de cette opération privé de son eau qui s'évapore ou est éliminée sous forme d'une sorte de petit-lait ; en effet, le beurre ordinaire contient légalement au plus 16 % d'eau et 2 % de matières autres que les lipides. Le beurre clarifié se comporte donc comme une huile, se conserve mieux et supporte des températures plus élevées que le beurre ordinaire.
Il est généralement préparé en faisant fondre du beurre, ses composants se séparant par gravité : les particules solides qui flottent (essentiellement la caséine) sont retirées, avant que celles qui coulent (le petit-lait) soient séparées par filtration.
Les résidus solides sont généralement jetés. Toutefois dans le nord de l'Inde où ce beurre est appelé ghi (ghee), ils sont conservés et mangés en tant que friandise avec différents pains azymes. En France, ces résidus peuvent être incorporés à des œufs brouillés.

## Propriétés
Le beurre clarifié a un point de fumée plus élevé que le beurre classique, et est par conséquent préféré pour certaines préparations culinaires, comme les sautés et les currys. Il se conserve également plus longtemps que le beurre frais. Le beurre clarifié représente également un atout pour la santé — notamment pour les personnes intolérantes au lactose ou sensibles à la caséine —, bien que la quantité de ces matières soit limitée dans le beurre (2 % maximum). La clarification permet donc de rendre le beurre plus digeste ou inoffensif pour ces personnes. La teneur en eau du ghi est de 0,3 %.

## Différences selon les pays et le type d'utilisation
Dans certains pays du Moyen-Orient ou en Égypte et dans l'Asie du sud, le beurre est chauffé suffisamment longtemps pour évaporer l'eau et caraméliser les éléments solides (qui sont filtrés par la suite) donnant ainsi au beurre une saveur de noisette.
En France, le beurre clarifié était un moyen de conservation traditionnel ancien, retrouvé surtout en Normandie où le beurre était parfois exporté sur de longues distances. À Isigny, on l'appelait également beurre fondu. Il est utilisé dans plusieurs recettes de sauces traditionnelles comme la sauce béarnaise ou hollandaise.

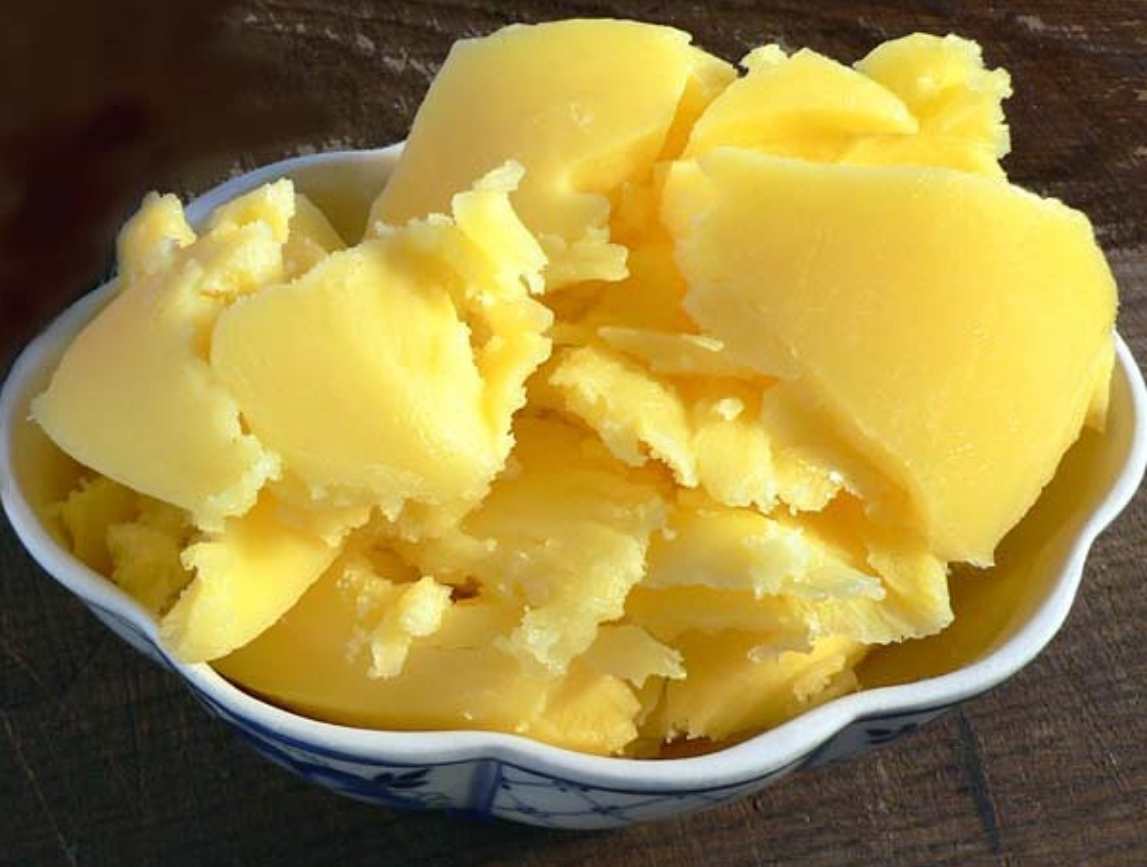
Beurre clarifié fabriqué en Bouriatie (Sibérie).

Au Royaume-Uni, le beurre clarifié est utilisé dans les conserves, où des aliments tels que les crevettes ou le lièvre sont conservés dans des pots de beurre.
Au Brésil, il est connu sous le nom de manteiga de garrafa (beurre de bouteille) et est très utilisé dans le Nordeste.
En Iran, il est appelé « huile jaune » et est utilisé à la place d'autres huiles.
Dans les pays arabes, le beurre clarifié est connu sous le nom de samnah. Il remplace l'huile dans les fritures car sa saveur est perçue comme supérieure.
Dans les cuisines éthiopienne et érythréenne (particulièrement sur les plateaux d'Éthiopie), le beurre clarifié est infusé avec du gingembre, de l'ail et différentes épices, et s'appelle niter kibbeh en amharique et tesmi en tigrinya.
En Inde, le ghi est utilisé à la place d'autres huiles. Le ghi est dépourvu de protéines et de glucides. Il est constitué uniquement de lipides, essentiellement des acides gras saturés et du cholestérol. Il est également utilisé lors de cérémonies religieuses dans des lampes. Les offrandes faites aux dieux sont faites de ghi ou de friandises élaborées à partir de celui-ci.
Le beurre clarifié est aussi  produit industriellement (huile de beurre, beurre concentré ou matière grasse butyrique anhydre, MGBA, matière grasse laitière anhydre, MGLA) et utilisé massivement dans l'industrie alimentaire,. Son élaboration est accélérée par l'usage complémentaire de la centrifugation et Il peut être enrichi en caroténoïdes pour la couleur des fabrications et malaxé pour obtenir un foisonnement.
Ces beurres clarifiés industriels ont parfois été utilisés dans les pays en développement en mélange avec de la poudre de lait pour obtenir du lait entier reconstitué.